# Alekszandr Nyikolajevics Benois
Alekszandr Nyikolajevics Benois (oroszul: Александр Николаевич Бенуа; Szentpétervár, 1870. május 3. — Párizs, 1960. február 9.) festő, grafikus és műkritikus, a „L’art pour l’art” elmélet alapján a „Művészet világa” csoport ideológusa volt.

## Életútja
Művészcsaládban született, apja, Nyikolaj Leontyejevics Benois (1813–1898) és bátyja, Leontyin Nyikolajevics Benois (1856–1928) építészek voltak. Alekszandr Nyikolajevics Benois a Szentpétervári Művészeti Akadémián tanult, de nem volt teljesen biztos abban, hogy folytatni akarja a családi hagyományt, így jogot is hallgatott.
Végül a művészelmélet, a művészettörténet és a művészetkritika lett az ő igazi szakterülete. Írt az orosz festőiskoláról, művészek életéről, munkásságáról. Értékesek memoárjai. 1896–98 és 1905–1907 közt Párizsban alkotott, itt kezdett akvarelleket festeni, itt ismerkedett meg az ekkor már idős Pavel Tretyjakovval.
Szergej Pavlovics Gyagilev és Leon Szamojlovics Bakszt társaságában alapította 1898-ban a Művészetek világa csoportot, végül mindhármukat leginkább az orosz balett szeretete tartotta össze, ennek jegyében szerkesztették Mir iszkussztva című művészeti folyóiratukat. Alekszandr Nyikolajevics Benois is sokat tett az orosz balettért díszleteivel, jelmezeivel. Munkássága a fiatalokra is nagy hatással volt a modern balett dekorációjának tervezésében, 1926 után már nem tért vissza hazájába, munkásságát Párizsban folytatta.
Legkiválóbbak díszletei, s a Puskin-kötetek illusztrációja. A 20. század elején világszínvonalra emelkedett orosz balettről gazdagon illusztrált monográfiát írt, több nyelvre lefordították, a Fővárosi Szabó Ervin Könyvtárban megtalálható e kötet 1945-ös angol nyelvű kiadása (Reminiscences of the Russian ballet / by Alexandre Benois ; transl. by Mary Britnieva. Reprint. London : Putnam, 1945. XIV, 414 p., 30 t. ill.).
Benois fia, Nicola Benois (más néven Nikolai Benois, oroszul Nyikolaj Alekszandrovics Benois), 1901-ben született Szentpéterváron és életét ő is a színházművészetnek szentelte, híres opera designer lett, díszletekért, jelmezekért hozzá fordultak a világ minden tájáról. Milánóban halt meg 1988-ban.